# Edward Hyde, Viscount Cornbury
Edward Hyde, Viscount Cornbury, 9. Baron Clifton (* 6. Oktober 1691 in St. James’s, Westminster; † 12. Februar 1713), war ein englisch-britischer Peer und Politiker.

## Leben
Edward Hyde war der Sohn des Politikers und Kolonialgouverneurs Edward Hyde, 3. Earl of Clarendon (1661–1723) aus dessen Ehe mit Katherine O’Brien, 8. Baroness Clifton (1663–1706). Er besuchte von 1702 bis 1706 das Eton College und begann 1707 ein Studium am Christ Church College der Universität Oxford.
Beim Tod seiner Mutter erbte er am 11. August 1706 deren Adelstitel als 9. Baron Clifton. Ab 1709 führte er als Heir apparent seines Vaters den Höflichkeitstitel Viscount Cornbury. Nachdem er im Oktober 1712 volljährig geworden war, nahm er am 12. Januar 1713 erstmals den mit seinem Baronstitel verbundenen Sitz im britischen House of Lords ein. Er starb bereits einen Monat später an einem Fieber, das er sich durch übermäßigen Alkoholkonsum zugezogen hatte. Er wurde am 20. Februar 1713 in Westminster Abbey bestattet.
Da er unverheiratet und kinderlos blieb, fiel sein Baronstitel an seine Schwester Theodosia Hyde (1695–1722) als 10. Baroness Clifton. Da er vor seinem Vater starb, erbte er nie dessen Adelstitel als 4. Earl of Clarendon; diese fielen stattdessen 1723 an seinen Onkel zweiten Grades Henry Hyde, 2. Earl of Rochester (1672–1753).